# Saxifraga x farreri
Saxifraga x farreri es una planta herbácea de la familia de las saxifragáceas.
Es un híbrido compuesto por las especies Saxifraga hypnoides y Saxifraga tridactylites.

## Taxonomía
Saxifraga x farreri fue descrita por George Claridge Druce y publicado en Rep. Bot. Exch. Club Soc. Brit. Isles 1907: 256 1908.
Etimología
Saxifraga: nombre genérico que viene del latín saxum, ("piedra") y frangere, ("romper, quebrar"). Estas plantas se llaman así por su capacidad, según los antiguos, de romper las piedras con sus fuertes raíces. Así lo afirmaba Plinio, por ejemplo.
farreri: epíteto otorgado en honor del botánico Reginald John Farrer.